# Dimorphia cognata
Dimorphia cognata är en tvåvingeart som först beskrevs av Robineau-desvoidy 1830.  Dimorphia cognata ingår i släktet Dimorphia och familjen husflugor. Inga underarter finns listade i Catalogue of Life.